# Reventin-Vaugris
Reventin-Vaugris è un comune francese di 1 799 abitanti situato nel dipartimento dell'Isère della regione dell'Alvernia-Rodano-Alpi.

## Società

### Evoluzione demografica
Abitanti censiti